# Günther Reindorff
Günther Friedrich-Reindorff' (Russo: Гюнтер-Фридрих Германович Рейндорф, São Petersburgo, 26 de janeiro de 1889 – Tallinn, 14 de março de 1974) Foi um designer, ilustrador, e pedagogo estoniano. Ele desenhou várias séries de sêlos postais, um grande número de insígnias militares, capas de livros, diplomas, vários cartazes de publicidade e papel moeda no final dos anos de 1920 e início da década de 1930. Seu estilo artístico evoluiu sob a influência do Art Nouveau e Art Deco de Sergey Chekhonin, Ivan Bilibin, e outros membros do grupo Mir iskusstva.
Reindorff nasceu em São Petersburgo e se mudou para Tallinn com sua família em 1897. Em 1905, matriculou-se na Escola de Arte von Stieglitz em São Petersburgo. Ele se formou na escola de arte em 1913. Ele projetou muitas notas e moedas da Estónia, incluindo toda a série da corôa estoniana usada a partir de 1928.